# Briken Calja
Briken Calja (Shtërmen, 19 de febrero de 1990) es un deportista albanés que compite en halterofilia.
Ganó una medalla de plata en el Campeonato Mundial de Halterofilia de 2021 y tres medallas en el Campeonato Europeo de Halterofilia entre los años 2018 y 2021.
Participó en tres Juegos Olímpicos de Verano, ocupando el octavo lugar en Londres 2012 (69 kg), el quinto en Río de Janeiro 2016 (69 kg) y el cuarto en Tokio 2020 (73 kg).
En 2013 le fue impuesta una sanción de dos años por dopaje.

## Palmarés internacional
| Campeonato Mundial | Campeonato Mundial   | Campeonato Mundial | Campeonato Mundial |
| Año                | Lugar                | Medalla            | Categoría          |
| ------------------ | -------------------- | ------------------ | ------------------ |
| 2021               | Taskent (Uzbekistán) | Medalla de plata   | 73 kg              |
| Campeonato Europeo |                      |                    |                    |
| Año                | Lugar                | Medalla            | Categoría          |
| 2018               | Bucarest (Rumania)   | Medalla de oro     | 69 kg              |
| 2019               | Batumi (Georgia)     | Medalla de plata   | 73 kg              |
| 2021               | Moscú (Rusia)        | Medalla de bronce  | 73 kg              |